# Нітела найтонша
Ніте́ла найто́нша (Nitella tenuissima) — прісноводна водорість з родини харових або, за іншими джерелами, нітелових. Невеликий за розміром макрофіт яскраво-зеленого кольору. Євразійський релікт з ареалом, що має тенденцію до скорочення. Зростає у невеликих мілких водоймах. Занесений до Червоної книги України.
Українська назва виду є дослівним перекладом латинської, в якій обидва слова вказують на дуже тонкі, наче нитки, членики листків цієї водорості.

## Опис
Макроскопічна однодомна водорість до 10 см заввишки, інкрустована вапном. Стебла близько 0,3 мм завширшки, зелені, слабко галузисті. Кільця складаються з 6 коротких розпростертих листків. В спороносних кільцях листки 3–4–кратно вилчасті. Перші листкові членики короткі, других — 6–7, третіх — 4–6, четвертих — 2–5, з яких окремі знову можуть бути вилчасті, з 3–4 п'ятими члениками. Кінцеві членики довгі, двоклітинні. Нижня клітина членика незвужена, зрізана на верхівці, де за шириною лише трохи перевищує основу останньої клітини. Верхівкова клітина довга, вузька, загострена.
Гаметангії утворюються у других та третіх розвилках листка, часто розділені. Оогонії поодинокі, кулясті або широкоеліпсоїдні 230—280 мкм завдовжки, 215—230 мкм завширшки, дозрілі до 400 мкм завдовжки (без коронки), 260 мкм завширшки. Спіральні клітини утворюють 9 закрутів, коронка 25–40 мкм заввишки, 40–50 мкм завширшки, неопадаюча. Ооспори 200—250 мкм завдовжки, 175—200 мкм завширшки, округло–еліптичні, з 7–8-ма ребрами, тендітні, золотаво-коричневі. Антеридії близько 175 мкм в поперечнику.
Число хромосом = 36.

## Поширення
Ареал нітели найтоншої осяжний, але має диз'юнктивний (розірваний) характер. Вона притаманна, перш за все, країнам атлантичного й середземноморського басейнів, хоча середовище її існування безпосередньо не пов'язане із солоними водоймами. Так, в Західній Європі вона відома в Ірландії, Великій Британії, Франції, Німеччині, Швеції, в Південній Європі описана для Португалії, Іспанії, Італії, Греції. У Центральній та Східній Європі рідкісна. Тут її знайдено лише у Швейцарії, Угорщині, Румунії, Україні та Росії.
Азійська частина ареалу складається з відокремлених осередків у Росії, на Японському архіпелазі, острові Мадагаскар і в Індії, причому в останній країні нітела найтонша знайдена лише на півдні, в околицях Канчіпурама.
В Україні вид вкрай нечисельний: відомо лише два його місцезнаходження (локалітети) — одне розташоване у лісостеповій смузі, в гирлі річки Тясмин (Черкаська область), друге — у карпатському регіоні, в річці Михидра (Чернівецька область).

## Екологія
Прісноводна водорість, що зростає переважно у стоячих водоймах на глибині 20—50 см, зрідка може траплятися і в проточних. Нітела найтонша віддає перевагу невеликим за площею, мілким, нерідко тимчасовим водоймам із торфовим дном: болотяним калюжам, озерам, ямам, ставкам.
Вид входить до складу деяких водних рослинних угруповань, а тому відіграє важливу роль у розмноженні безхребетних і риб, які використовують цю водорість як прихисток чи нерестовище. У природному середовищі він не витримує конкуренції з більшими за розміром водними рослинами і швидко щезає. Водночас, ооспори нітели найтоншої довго зберігають життєздатність в мулі, а тому здатні колонізувати нові ділянки, не зайняті макрофітами. На оогоніях цієї водорості паразитує грибок Chytridium olla.

## Значення і статус виду
Нітела найтонша господарського значення не має, але, як вказано вище, є важливою складовою деяких біоценозів. В Україні вид достеменно не досліджений, заходи щодо його охорони не впроваджені, однак з'ясовано, що основні фактори скорочення чисельності — це забруднення водойм хімічними речовинами і вплив меліорації. Нітела найтонша занесена до Червоної книги України, місця її зростання рекомендовано включити до природно-заповідного фонду. Скорочення чисельності виду відмічають у Швеції та Великій Британії.

## Таксономія
Не всі автори дійшли спільної думки і щодо приналежності цього виду до вищого таксону. Як правило, нітелу найтоншу відносять до родини Харових, але деякі дослідники вважають рід настільки своєрідним, що виділяють його в окрему родину Нітелових. Для цієї водорості зареєстрований єдиний гомотипний синонім Chara tenuissima Desvaux (1809) і ряд гетеротипних:
- Chara exigua Rabenhorst, 1837;
- Chara flexilis var. stellata K.F.G. Wallroth, 1815;
- Chara stellata (K.F.G. Wallroth) S.F.Gray, 1821;
- Chara tenuispina f. elegans N.Filarszky, 1932;
- Nitella exigua (Rabenhorst) J.H. Wallman, 1853;
- Nitella tenuissima var. americana A.Braun, 1845;
- Nitella tenuissima var. brevifolia T.F.Allen, 1880;
- Nitella tenuissima f. exigua Migula, Sydow & Wahlstedt, 1892;
- Nitella tenuissima вар. callista J.Groves, 1928;
- Nitella tenuissima var. japonica K.Imahori, 1950[4][7].

В межах виду вирізняють наступні підвиди:
- Nitella tenuissima var. byssoides (A.Braun) A.Braun, 1882
- Nitella tenuissima var. tenuissima[7].